# Ханимаду (аэропорт)
Международный аэропорт Ханимаду (мальд. ހަނިމާދޫ އެއަރޕޯރޓް) (ИАТА: HAQ, ИКАО: VRMH) — аэропорт на острове Ханимаду, атолл Тиладуммати, Мальдивские острова, обслуживающий как внутренние, так и международные рейсы.

## История
Изначально был открыт как внутренний, но позже получил статус международного, после того, как в 2012 году выполнил прямой рейс до Тривандрама в Индии.
В 2021 году министр экономического развития Мальдив сообщил, что в рамках проекта расширения международного аэропорта Ханимаду предусмотрено строительство терминала для гидросамолетов. Расширение аэропорта проводится Управлением аэропортов Индии (AAI) и считается крупнейшим проектом в области инфраструктуры и связи на севере Мальдивских островов.

## Описание
Главный аэропорт северных Мальдив. Расположен на высоте 1 метр над уровнем моря, имеет одну асфальтовую взлётно-посадочную полосу длиной 1220 метров.
В планах по расширению аэропорта предусмотрена модернизацию пассажирского и грузового терминалов, увеличение взлетно-посадочной полосы до 2200 метров с перспективой обслуживания более крупных самолётов типа Airbus A320 и Boeing 737.